# Jean Robic

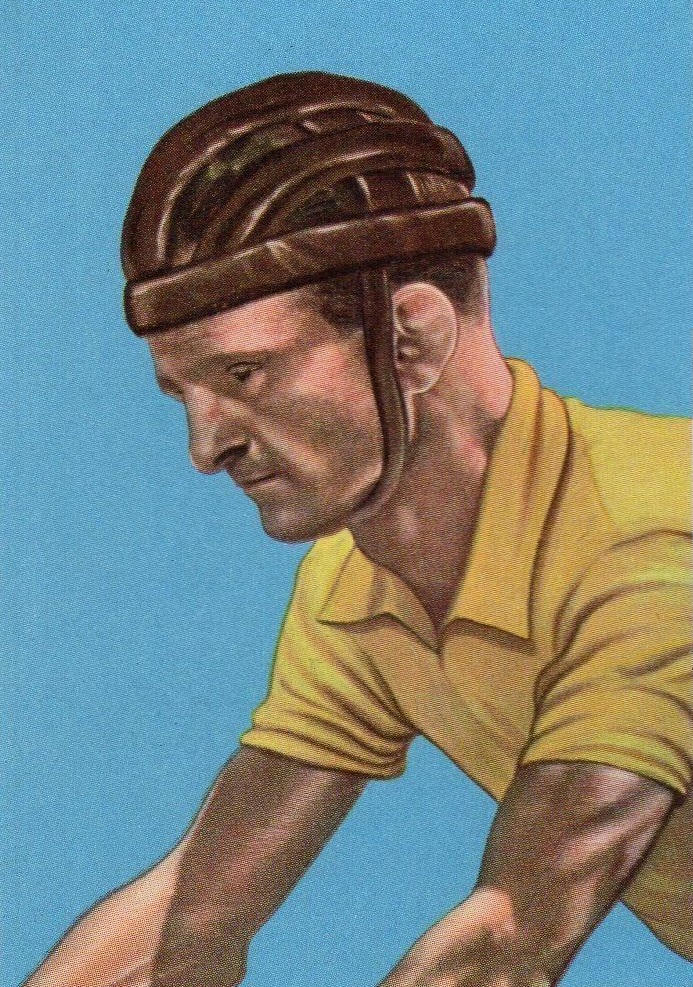
Efter att ha ådragit sig en skallfraktur vid en krasch 1944 började Robic köra med en hjälm av läder, vilket ledde till att han kallades Tête de cuir ("läderhuvudet").

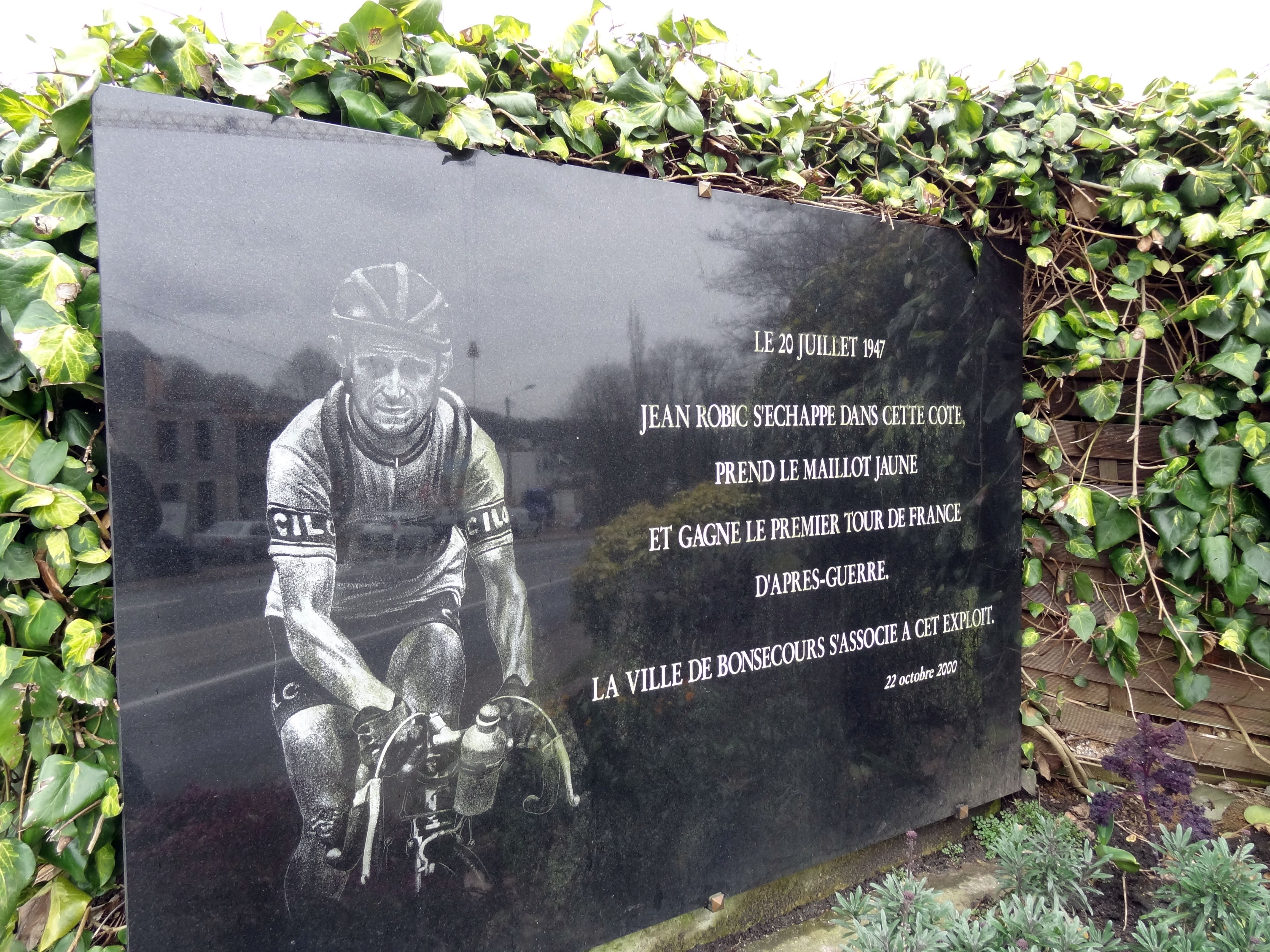
Minnestavla över Robics attack på Côte de Bonsecours under sista etappen av Tour de France 1947, vilken ledde till att han lämnade sina främsta konkurrenter bakom sig och vann hela Touren totalt.

Jean Henri Robic, född den 19 juni 1921 i Condé-lès-Vouziers (en tidigare kommun som inkorporerades i Vouziers 1961), död den 6 oktober 1980 i Claye-Souilly, var en fransk tävlingscyklist vars största framgångar på landsväg var totalsegern i Tour de France 1947 (den första upplagan efter andra världskriget) där han låg trea inför sista etappen (257 km Caen–Paris), 2:58 efter Pierre Brambilla och 2:05 efter Aldo Ronconi. Robic fick bara sjätte tid i mål på etappen (de fem som kom före var dock inget hot mot honom) men han slog Brambilla och Ronconi med tillräckligt mycket (13:05) för att ta hem slutsegern. Han blev därmed den förste att vinna Tour de France utan att ha vartit i ledningen inför sista etappen (detta har sedan dess, till och med 2024,  bara upprepats två gånger: 1968 av Jan Janssen och 1989 av Greg LeMond).
Därtill tog Robic sex etappsegrar totalt i Touren (varav tre 1947 och en vardera under 1949, 1952 och 1953), en seger i A Travers Lausanne 1948, en i Roma–Napoli–Roma 1950 och en i Polymultipliée 1952 – en tredjeplats i Liège–Bastogne–Liège 1952 kan också vara värd att nämna. Han deltog i sammanlagt tio (1947–1955 plus 1959; han fullföljde tävlingen de sex första åren) Tour de France under sin karriär och, utöver totalsegern, är även fjärdeplatsen 1949 och femteplatsen 1952 värda att nämna. Vid sin enda start i Giro d'Italia (1950) bröt han på etapp 13.
Robic hade även framgångar i cykelcross där han 1950 vann det första världsmästerskapet som arrangerades. Han vann även Critérium international de cross cyclo-pédestre 1947 och Franska mästerskapen 1945.

## Meriter

### Landsväg
| 1943 10:a i Polymultipliée 1944 5:a i GP du Pneumatique 10:a totalt i Omnium de la Route 1945 3:a i Circuit de l'Aulne 9:a i Grand Prix des Nations (ITT) 1946 3:a totalt i Monaco–Paris Vinnare av bergspristävlingen Vinnare av etapp 3 1947 Vinnare totalt av Tour de France Vinnare av poängtävlingen Vinnare av etapperna 4, 7 och 15 5:a totalt i Criterium du Dauphiné Libéré Vinnare av etapp 2 5:a i A Travers Lausanne 1948 Vinnare av A Travers Lausanne Vinnare av Course de côte du Mont Faron 3:a totalt i Criterium du Dauphiné Libéré 4:a totalt i Tour de Suisse Vinnare av etapperna 1b och 4 7:a i Paris–Valenciennes 1949 Vinnare av Course de côte du Mont Faron Vinnare av Subida a Arantzazu 2:a totalt i Criterium du Dauphiné Libéré 4:a totalt i Tour de France Vinnare av etapp 11 1950 Vinnare totalt av Roma–Napoli–Roma Vinnare av etapperna 1a (ITT) och 2b Vinnare av etapp 4 i Criterium du Dauphiné Libéré Vinnare av Subida a Arantzazu 7:a totalt i Tour de Romandie | 1951 2:a (delad) totalt i Tour du Sud-Est 3:a i La Flèche Wallonne 5:a i Liège–Bastogne–Liège 1952 Vinnare av Polymultipliée Vinnare av Circuit de la Haute-Savoie 3:a i Liège–Bastogne–Liège 3:a totalt i Roma–Napoli–Roma Vinnare av etapperna 1b och 3b (ITT) 5:a totalt i Tour de France Vinnare av etapp 14 5:a i slutställningen av Challenge Desgrange-Colombo 8:a i Milano–Sanremo 1953 Vinnare av etapp 11 i Tour de France 3:a totalt i Criterium du Dauphiné Libéré 6:a i Polymultipliée 7:a i Milano–Sanremo 8:a totalt i Paris–Nice 1954 2:a i Polymultipliée 8:a i GP Lugano (ITT) 9:a i Giro di Campania 1955 10:a i GP du Midi-Libre 1956 7:a i GP Catox 9:a i Paris–Roubaix |

### Cykelcross
De tre listade tävlingarna nedan hölls i februari–mars respektive säsong. Criterium International var ett internationellt "mästerskap" som avhölls från 1924 till 1949 (inställt 1940 och 1943–1946 på grund av andra världskriget) och som ersattes av UCI:s världsmästerskap 1950.
| SäsongTävling           | 1940 1941 |  | 1944 1945 | 1945 1946 | 1946 1947 | 1947 1948 | 1948 1949 | 1949 1950 |
| ----------------------- | --------- |  | --------- | --------- | --------- | --------- | --------- | --------- |
| Världsmästerskapen      | X         |  | X         | X         | X         | X         | X         |           |
| Franska mästerskapen    | –         |  |           | 4         | –         | 4         | –         | –         |
| Criterium international | 4         |  | X         | X         |           | –         |           | X         |

X = Avhölls ej